# Tounj
Tounj je općina u Hrvatskoj, u Karlovačkoj županiji.

## Zemljopis
Tounj se nalazi na pravcu Zagreb – Senj, udaljen 90 km od Zagreba i 70 km od Senja.
Tounj je malo živopisno mjesto prekrasnih pejzaža smješteno u središnjem Hrvatskom predgorju, nalazi se na rječici Tounjčici koja se nekoliko kilometara nizvodno ulijeva u rijeku Mrežnicu.

## Stanovništvo
Stanovništvo je raspoređeno u nekoliko naselja na prostoru općine, Hrvati čine 96 % stanovništva. Prema popisu iz 2001. općina ima 1252 stanovnika.

### Tounj (naseljeno mjesto)
- 2001. – 379
- 1991. – 414 (Hrvati – 383, Srbi – 19, ostali – 12)
- 1981. – 467 (Hrvati – 390, Jugoslaveni – 56, Srbi – 18, ostali – 3)
- 1971. – 434 (Hrvati – 402, Srbi – 17, Jugoslaveni – 4, ostali – 11)

| broj stanovnika | 4532  | 4180  | 4026  | 4470  | 4496  | 4468  | 3996  | 4453  | 3824  | 3842  | 3478  | 2760  | 2197  | 1695  | 1252  | 1150  | 1002  |
|                 | 1857. | 1869. | 1880. | 1890. | 1900. | 1910. | 1921. | 1931. | 1948. | 1953. | 1961. | 1971. | 1981. | 1991. | 2001. | 2011. | 2021. |

| broj stanovnika | 636   | 680   | 668   | 766   | 673   | 581   | 523   | 558   | 463   | 460   | 498   | 434   | 467   | 414   | 379   | 346   | 323   |
|                 | 1857. | 1869. | 1880. | 1890. | 1900. | 1910. | 1921. | 1931. | 1948. | 1953. | 1961. | 1971. | 1981. | 1991. | 2001. | 2011. | 2021. |

## Povijest
Podno krševitog Krpela u dubokoj guduri nalazi se pećina iz koje izvire rijeka Tounjčica. Prema povjesničarima u toj pećini su se branile od Turaka tri obitelji : Fumić, Juraić i Rebrović. Pećina je bila zazidana i uređena za obranu, s puškarnicama i izlazima u gornju pećinu koja je skrivena od pogleda u grmlju i šikari. Navedene tri obitelji sagradile su grad Tounj. 
Grad Tounj prvi puta se spominje 1481. godine kao svojina kneza Stjepana Frankopana.
Unuk kneza Stjepana, također imenom Stjepan, godine 1550. pridružuje grad Tounj svojoj imovini u podjeli s obitelji Zrinski. Godine 1558. pljenidbeno izaslanstvo našlo je grad zapušten i prazan te ga pripojilo krajiškoj upravi i 1577. ga ponovno naselilo. 
Kapetan Stjepan Gucić je 1585. godine utrošio znatna sredstva za uređenje grada zbog sve češćih prodora Turaka. 
Izgradnjom Karlovačke tvrđave Tounj postaje još važniji za obranu karlovca.
Godine 1609. kralj je izdao nalog na banu Tomi Erdödyju da preda grad Tounj knezovima Frankopanima Tržačkim, ali do toga ne dođe jer mještani ne htjedoše predati grad bez znanja svog kapetana. Godine 1639. carski inženjer za nadzor utvrda zateče u Tounju zapovjednika grofa Petra Erdödyja koji je živio u glavnoj kuli.

## Gospodarstvo
- Industrija građevnog materijala

## Poznate osobe
- Matija Rebrović Razbojski, general u habsburškoj vojsci

## Spomenici i znamenitosti
- Neistražene spilje, međusobno povezane hodnicima i podzemnim jezerima
- Pećina iz koje izvire rijeka Tounjčica
- Dvokatni kameni most, djelo hrvatskog inženjera Josipa Kajetana Knežića[5]
- Rimski vojnici
- Župna crkva svetog Ivana Krstitelja. Važan spomenik neogotike. Izgrađena je 90-ih godina 19. stoljeća prema projektima Hermanna Bolléa. Uz crkvu stoji stariji barokni zvonik.

## Obrazovanje
- Područna škola "Lucije Capan" Tounj, matična škola Osnovna škola Josipdol

## Kultura
- Kulturno umjetničko društvo "Tounjčica"

## Vanjske poveznice
- Službene stranice Općine Tounj
- Tounj  Arhivirana inačica izvorne stranice od 5. travnja 2005. (Wayback Machine)